# 中間櫛咽麗魚
中間櫛咽麗魚，為輻鰭魚綱鱸形目隆頭魚亞目慈鯛科的其中一種，分布於非洲馬拉威湖南部及雪利河上游流域，棲息深度3-60公尺，體長可達21公分，棲息在沉積物豐富的岩石底質水域，以浮游生物為食，生活習性不明，可做為觀賞魚。

## 擴展閱讀
維基物種上的相關：中間櫛咽麗魚